# Kamienica Rynek-Ratusz 18-19 we Wrocławiu
Kamienica Rynek-Ratusz 18-19 znana również jako kamienica Pod Złotym Słońcem – zabytkowa kamienica na wrocławskim Rynku, w północnej pierzei tretu tzw. stronie rymarzy lub stronie złotników. 
Większość kamienic znajdujących się w północnej pierzei tretu ma rodowód sięgający XV–XVII. Pierwotnie były to parterowe drewniane kramy, a następnie piętrowe murowane pomieszczenia mieszkalne przylegające do dwukondygnacyjnej murowanej ściany północnej smatruza. Z biegiem kolejnych lat pomieszczenia przekształcono w wielopiętrowe kamienice. Po 1824 roku, kiedy to zlikwidowano smatruzy, właściciele kamienic z tej strony wykupili od miasta za kwotę 21 000 talarów, jej tereny i przedłużyli swoje budynki na południe. Zachowane z tego okresu zabudowania mają cechy architektury późnoklasycystycznej. 
Działania wojenne podczas II wojny światowej częściowo zniszczyły pierzeję północną. Jej odbudowa została opracowana w 1954 roku przez profesora Edmunta Małachowicza w Pracowni Konserwacji Zabytków przy udziale prof. Stanisława Koziczuka, Jadwigi Hawrylak i Stefana Janusza Müllera. 

## Historia kamienicy
Pierwsza murowana zabudowa na obu działkach istniała już w okresie późnego renesansu. Z tego okresu zachowały się piwnice (obecnie zasypane), wybudowane jednocześnie w wątku niderlandzkim.
Kamienica w obecnej postaci, o szerokości 7,5 metra została wzniesiona w 1709 roku jako budynek o czterech osiach okiennych, pięciokondygnacyjny. Po bokach znajdowały się boniowane pilastry w osi środkowej rozdzielający dawne dwie kamienice pilaster zdwojony. Ponad gzymsem koronującym kamienica zwieńczona była dwukondygnacyjnym i dwuosiowym szczytem z trójkątnym tympanonem otoczonym wolutami. Około roku 1900, na parterze i pierwszym piętrze, zmieniono układ otworów okiennych przetwarzając je w witryny.

## Po 1945
Podczas działań wojennych w 1945 roku kamienica uległa uszkodzeniu. W 1955 roku została odrestaurowana według projektu Stanisława Koziczuka z zachowaniem starej formy, ale już bez XIX wiecznych dodatków na fasadzie. W części parterowej lewe wejście prowadzi do pomieszczenia sklepu, a prawe do sieni przechodzącej przez kamienicę i prowadzącej do schodów umieszczonych już w budynku nr 17 i obsługujących trzy kamienice.